# Lappula kulikalonica
Lappula kulikalonica är en strävbladig växtart som beskrevs av Zakirov. Lappula kulikalonica ingår i släktet piggfrön, och familjen strävbladiga växter. Inga underarter finns listade i Catalogue of Life.